# コンドルは飛んでいく

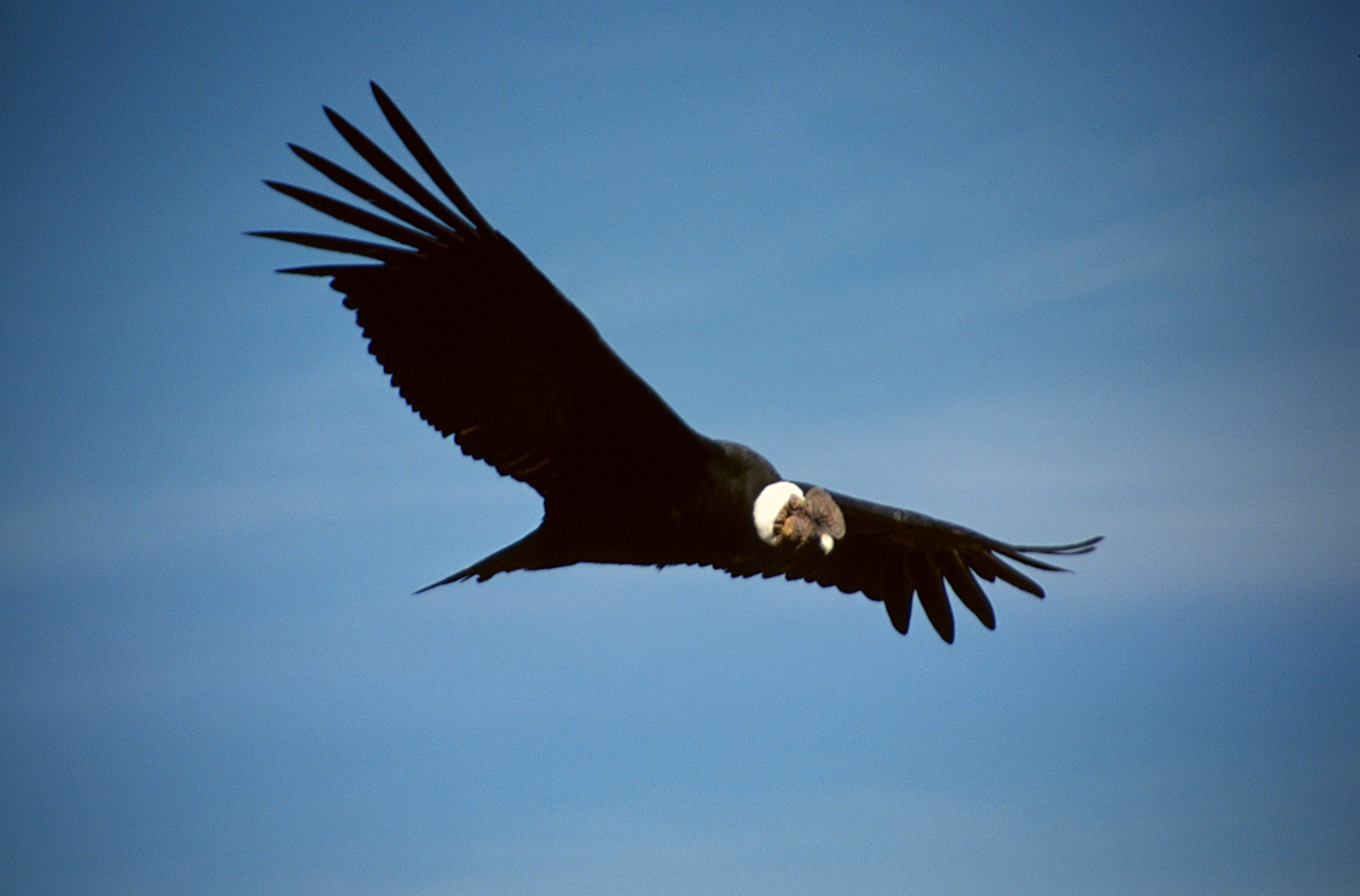
ペルーのコンドル

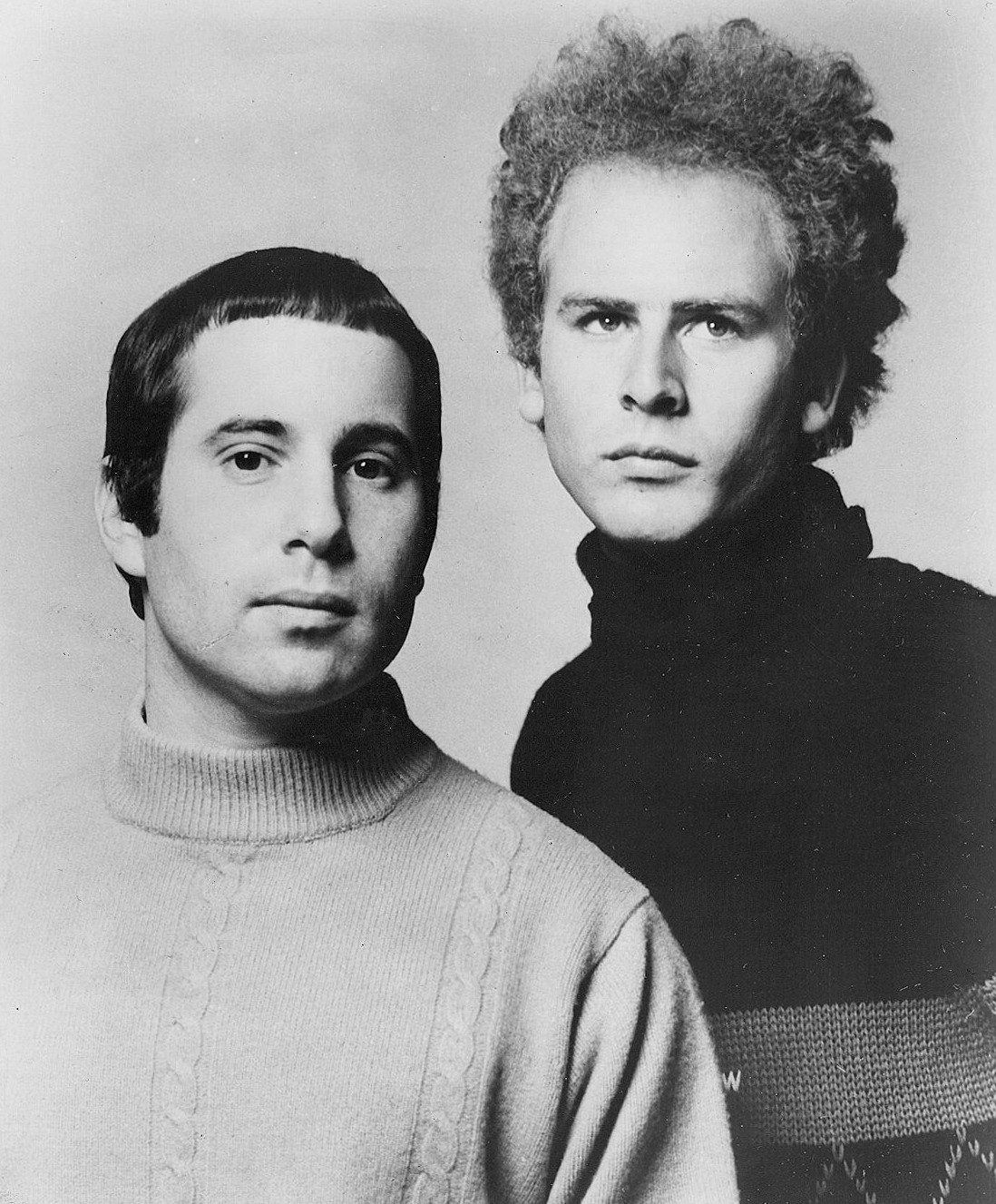
サイモン&ガーファンクル

コンドルは飛んでいく（コンドルはとんでいく、El Cóndor Pasa）とはダニエル・アロミア・ロブレスによって作曲されたアンデスのフォルクローレの代表的な楽曲である。1970年にアメリカ合衆国のフォークロックデュオ、サイモン&ガーファンクルによってカバーされ日本やその他の国々に広く知られるようになった。

## 概要：起源
ケーナ・チャランゴ・ギターで演奏されるこの曲は日本でも多く親しまれている。現在一般的に演奏される編曲では3部構成となっており1部がヤラビと呼ばれるアンデスの寒く乾いた山を連想させるもの悲しい旋律、2部がフォックス・インカイコまたはパサカージェと呼ばれる行進曲調のリズム、3部がワイノと呼ばれる華やかな舞曲となっている。サイモン&ガーファンクルがカバーしたのは、このうちの第1部の部分だけである。
また、2部を抜かして1部と3部だけで演奏するグループも少なくない。サイモン&ガーファンクルのカバー元となった、ロス・インカスの演奏も1部と3部の演奏である。ペルーの曲であるが現在日本で入手可能な音源は圧倒的にボリビア、次いでアルゼンチンのグループによる演奏が多い。
この曲は1913年にペルー人作曲家であり民俗音楽研究家であったダニエル・アロミア=ロブレスが、自身で採譜した伝承曲のメロディをモチーフにして発表したサルスエラ（オペラの一種）のなかの一部である。サルスエラそのものは当時のロシア革命やメキシコ革命などを時代背景として先住民系鉱山労働者の団結とアメリカ人鉱山主との闘争をうたったかなり政治的メッセージ色の強いものだったが、この中で歌詞のない器楽曲の部分の一部をつなぎ合わせたものが、現在知られている編曲の中の前奏・第2部・第3部の元になっている。
なおこの曲が発表された1913年当時、現在一般的に知られるケーナ、チャランゴなどの合奏による編製はまだ登場しておらず、発表当初は管弦楽曲として演奏されている。
このサルスエラ作品は当時かなり話題を呼んだがその内容が政治的に過激であったためかその後、上演されなくなり美しいメロディを持った器楽曲の部分だけが民族音楽化して残った。その後、1960年代以後になって何人もの人が詞を付けている。
なお、現在知られているメロディーのうち、もっとも有名な第1部（サイモン&ガーファンクルがコピーした部分）はアロミア=ロブレスの発表した原曲には存在しない。これは、第2部（フォックス・インカイコ）のテンポを落とした上でメロディーを改変した（いくつかのフレーズをつけ足した）ものである。この編曲を誰が行ったかは、はっきりしない。2部のテンポを落としたアレンジは1917年とされる音源によつて確認できる。メロディーの改変は1963年に発表された「ロス・インカス」の演奏で確認できるが、それ以前、1950年代にはすでにそのようなアレンジが存在していたともいわれる。
なお、サイモン&ガーファンクルの『コンドルは飛んで行く』はこのロス・インカスの音源に彼らの歌をミックスしたものである。ポール・サイモンは、その後も世界の音楽に関心を持ち続け、1972年にはレゲエを取り入れた『母と子の絆』を発表した。当時の日本では、レゲエは、「レゲ」「レガエ」などと発音されることも多かった。さらにサイモンは1980年代にも『グレイスランド』など、ワールド・ミュージックの影響を受けたアルバムを発表した。
コンドルは南米最大の飛ぶ鳥で、その優雅に舞う姿などからアンデスの神話などで重要な役割を果たしている。

## 収録アルバム
- Los Incas『コンドルは飛んでいく』
- Luz del ande『アンデスの輝き』
- サイモン&ガーファンクル『明日に架ける橋』（The Bridge Over Troubled Water） - 1970年のアルバム
- 赤い鳥『RED BIRDS(赤い鳥)』
- 坂本スミ子『ゴールデン☆ベスト』
- グラシェラ・スサーナ『GOLDEN J-POP/THE BEST』
- トワ・エ・モワ『トワ・エ・モワ・イン・U.S.A.』
- 森山良子『青春のポップススーパーセレクション』
- 田中健『ひととせ(春夏秋冬)』
- ディアマンテス『GOLDEN☆BEST DIAMANTES』
- cossami『トリコロール マーメイド』
- ノーキー・エドワーズ『栄光のノーキー・エドワーズ』
- 演奏:葉加瀬太郎・編曲:斉藤恒芳・歌:相良奈美『スケッチ・オブ・ナスカ』『サウンド・オブ・ナスカ』 - アニメ「時空転抄ナスカ」ED曲

他多数あり。